# Gundelfinger Gyula
Gundelfinger Gyula (Korompa, 1833. április 28. – Korompa, 1894. május 4.) magyar festő. Nagyapja Gundelfinger György Szepes vármegye alispánja. Unokatestvére, Szinyei Merse Pál (1845–1920) festőművész volt.

## Életpályája
Szülei: Gundelfinger József (1813–1838) és Szinyei Merse Matild (1811–1888) voltak. Édesapja korai halála után édesanyja feleségül ment Szirmay István Tamás grófhoz (1792–1857). Katonai pályára készült, ám ezt félbeszakította 1855-ben. 1855-ben Bécsben Carl Rahl festőiskolájában, majd 1856–1859 között Düsseldorfban tanult Karl Friedrich Lessing tanítványaként. 1858-ban édesanyja arra kényszerítette, hogy vegye át a családi birtok vezetését. 1866-tól volt kiállító művész. Ezt követően szülővárosába tért vissza, peres ügyei miatt abbahagyta a festészetet.

## Művei
- Árva vára
- Tájképtanulmány
- Szinyei-Lipócz vidéke (1873)

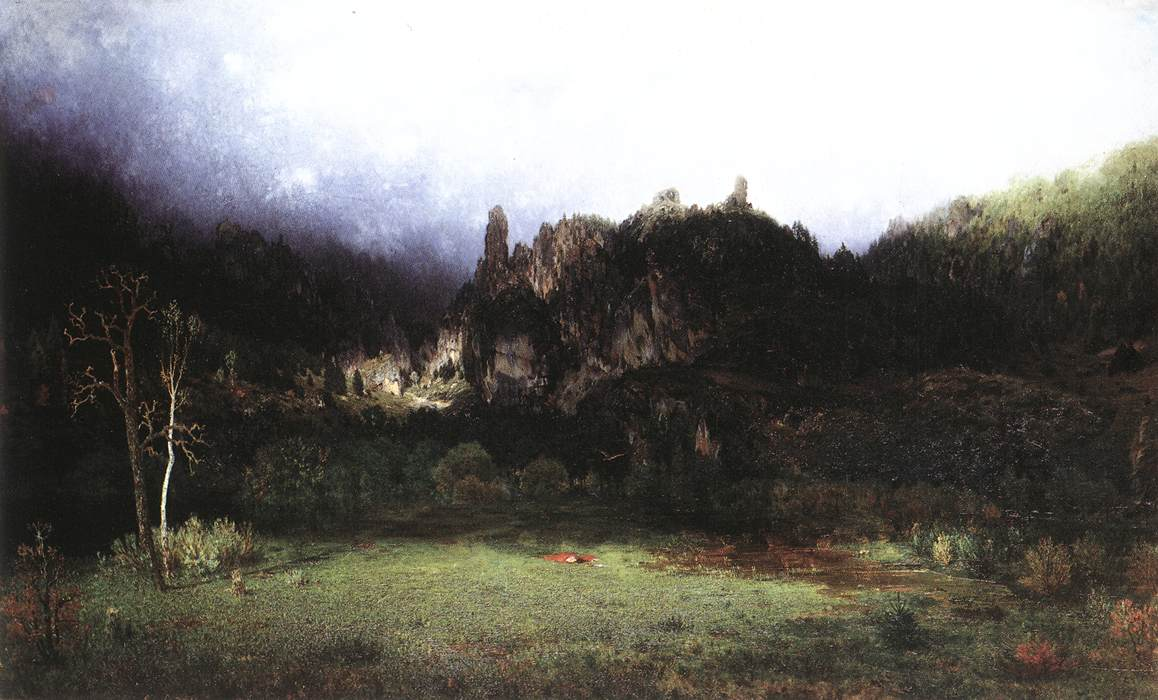
Szinyei-Lipócz vidéke (1873)

- Felsőmagyarországi várkastély (1875)
- Vadász Miklós rajza

## Fordítás
- Ez a szócikk részben vagy egészben  a   Julius von Gundelfinger című német Wikipédia-szócikk ezen változatának fordításán alapul.  Az eredeti cikk szerkesztőit annak laptörténete sorolja fel. Ez a jelzés csupán a megfogalmazás eredetét és a szerzői jogokat jelzi, nem szolgál a cikkben szereplő információk forrásmegjelöléseként.